# Alphonse Kannengieser
Alphonse Kannengieser (Bartenheim, 1855-Chalampé, 7 de noviembre de 1933) fue un sacerdote y sociólogo francés de origen alsaciano.

## Biografía
Alphonse Kannengieser nació en 1855 en la región de Alsacia, en aquel momento perteneciente a Francia, pero que pasaría a Alemania en 1870, con motivo de la guerra franco-prusiana.
Ordenado sacerdote, fue tutor en Francia en las casas de Léon Lefébure y Henri Germain, director este último del Crédit Lyonnais. Colaborador en la prensa periódica, Kannengieser dio a conocer en Francia la historia del católico partido de Centro alemán liderado por Ludwig Windthorst mediante sus artículos en Le Correspondant.
Fue autor de numerosas obras de religión y sociología, muy leídas en su tiempo por los católicos franceses y alemanes. Kannengieser fue quien reveló a los franceses el renacimiento de la Alemania católica con obras como Catholiques allemands (1892), Le réveil d'un peuple (1892), Ketteler et l'organisation sociale en Allemagne (1894), etc., escritas con gran vehemencia y ardiente convicción, que llenaron de entusiasmo al joven clero y a la juventud católica francesa. Varias de sus obras fueron también traducidas al español por Modesto Hernández Villaescusa, entre las que destacó Judíos y católicos en Austria-Hungría (1900), editada por La Hormiga de Oro y elogiada por el papa León XIII. Esta obra, basada en buena medida en las memorias del abate Sebastian Brunner sobre la conflictiva situación en Viena entre católicos y judíos, ha sido calificada como antisemita por Álvarez Chillida.
En 1900, cuando el káiser Guillermo II, pretendiendo controlar y germanizar al clero alsaciano, sustituyendo una facultad de teología católica en Estrasburgo en los seminarios importantes, Kannengieser emprendió una fuerte campaña contra el proyecto del káiser. Posteriormente publicó un libro sobre misiones católicas francesas y misiones católicas alemanas en el que se pronunció a favor de las primeras frente a las segundas. Todo ello le valió la animosidad de los alemanes.
Conocido por sus sentimientos francófilos, tras el estallido de la Primera Guerra Mundial y a pesar de su estado de ceguera casi total, los alemanes dinamitaron su casa en Kembs-Loechle y algunos periódicos franceses llegaron a decir que había sido fusilado. Sin embargo, posteriormente se supo que no había muerto, sino que había sido hecho prisionero. Permanecería en prisión el resto de la guerra.
Tras la contienda, cuando la libertad religiosa fue amenazada en Alsacia, que había pasado de nuevo a Francia, se puso del lado del padre Haegy. Asimismo, durante los juicios de Helsey y de un complot, defendió abiertamente la causa de unos alsacianos acusados de traicionar a Francia. También se solidarizó abiertamente con Oscar de Férenzy, dedicándole un prefacio a su libro La Vérité sur l'Alsace. En la última etapa de su vida apoyó la Unión Popular Republicana de Alsacia en defensa de los intereses de la Iglesia y de Alsacia.

## Obras
| - Windthorst (1891) - Un curé allemand extraordinaire: Étude sur M. l'abbé S. Kneipp (1891) — Un cura alemán extraordinario: Estudio sobre el abate Kneipp (versión en español, 1900) - Le réveil d'un peuple (1892) — El despertar de un pueblo (versión en español, 1892) - Catholiques allemands (1892) — Los católicos alemanes (versión en español, 1892) - Les adversaires du Pouvoir temporel et la Triple Alliance (1893) — Los adversarios del Poder temporal y la Triple Alianza (versión en español, 1895) - Ketteler et l'organisation sociale en Allemagne (1894) — Ketteler y la organización social en Alemania (versión en español, 1900) - Juifs et catholiques en Autriche-Hongrie (1896) — Judíos y católicos en Austria-Hungría (versión en español, 1900) - Les missions catholiques: France et Allemagne (1900) - Les origines du vieux-catholicisme et les universités allemandes (1901) - A propos de la faculté de Théologie de Strasbourg (1901) - Les Universités allemandes contre l'empereur. L'affaire Mommsen-Spahn (1902) - D'étapes en étapes: le Centre catholique en Allemagne (1904) - Un Alsacien. Léon Lefébure, membre de l'Institut, fondateur de l'Office central des Oeuvres de bienfaisance (1913) - En Alsace, après l'annexion: M. l'abbé J.I. Simonis, député au Reichstag, supérieur des Soeurs de Niederbronn (1914) - Espion et traître: souvenirs d'un proscrit (1919) - Mes maîtres alsaciens: Souvenirs (1920) - Un sociologue alsacien: L'abbé Henri Cetty, curé de Mulhouse. Sa vie et ses oeuvres (1923) |